# Antoni Kozakiewicz

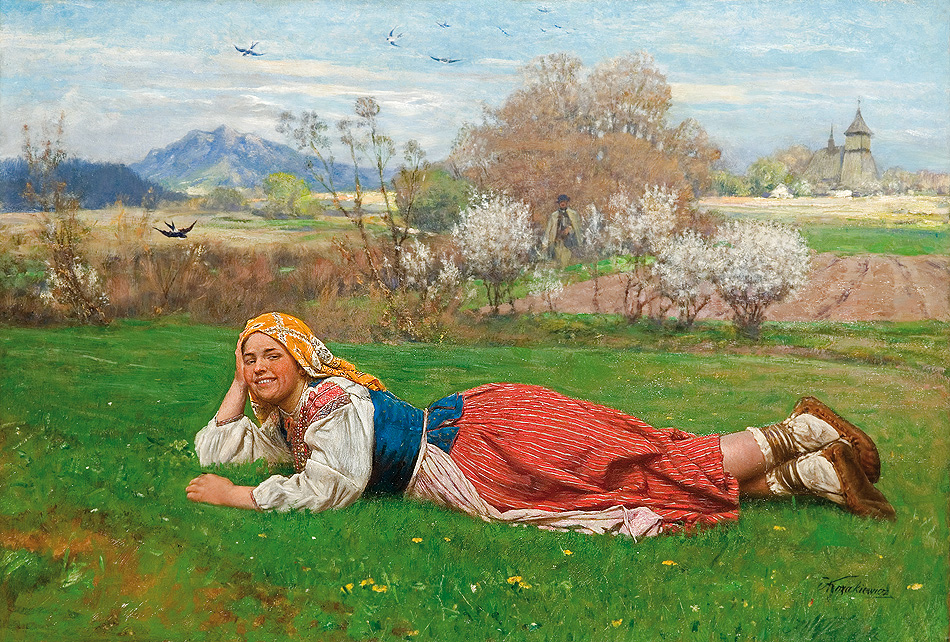
Wiosna (Printemps), huile sur toile, avant 1900.

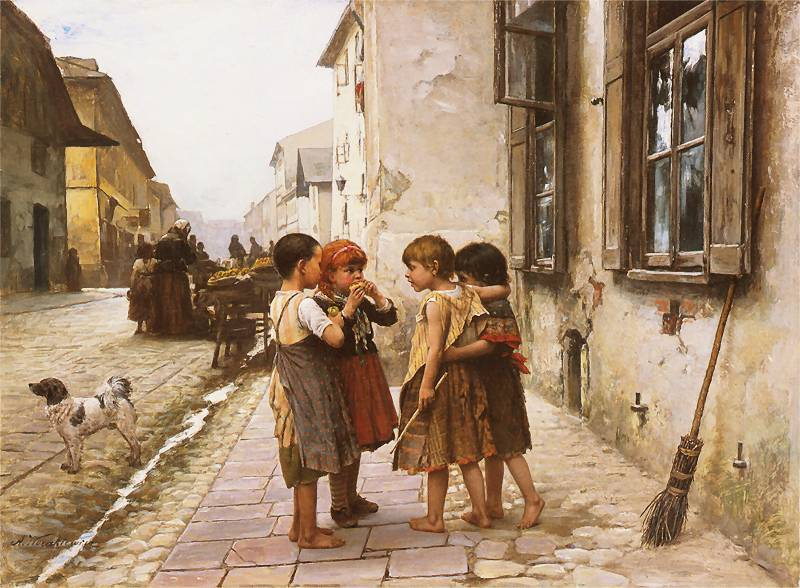
Na ulicy (Dans la rue), huile sur bois, 1891.

Antoni Kozakiewicz (né en 1841 à Cracovie, mort dans la même ville le 3 janvier 1929) est un peintre polonais dont l'œuvre relève du Réalisme.

## Biographie
De 1857 à 1866 il étudie à l'Académie des beaux-arts de Cracovie, où il reçoit l'enseignement des professeurs Władysław Łuszczkiewicz et Feliks Szynalewski (pl). Sa participation à l'insurrection de Janvier lui vaut d'être emprisonné. Libéré, il part en 1868 poursuivre ses études à l'Académie des beaux-arts  de Vienne. Une bourse impériale obtenue en 1871 lui permet d'étudier ensuite à Munich, où il s'établit. C'est là qu'il développe son style traditionnel et qu'il connait le succès. Il est alors un membre actif de la scène artistique polonaise de Munich, animée par Józef Brandt, et l'ami de Roman Kochanowski (de). En 1900, il retourne en Pologne. Il vit pendant cinq ans à Varsovie, où ses nouvelles œuvres ne sont appréciées ni de la critique, ni du public. Retiré à Szczawnica, il meurt pauvre et oublié.

## Œuvres
Antoni Kozakiewicz a pratiqué la peinture d'histoire (notamment au sujet de l'insurrection de Janvier), le paysage et le portrait. En outre, la vie rurale lui a inspiré des scènes colorées et folkloriques, où figurent en bonne place Tsiganes et Juifs,. Ses tableaux ont été exposés notamment à Vienne, à Munich et à Berlin. Beaucoup de leurs acquéreurs se trouvent en Allemagne, en Autriche, au Royaume-Uni et aux États-Unis.

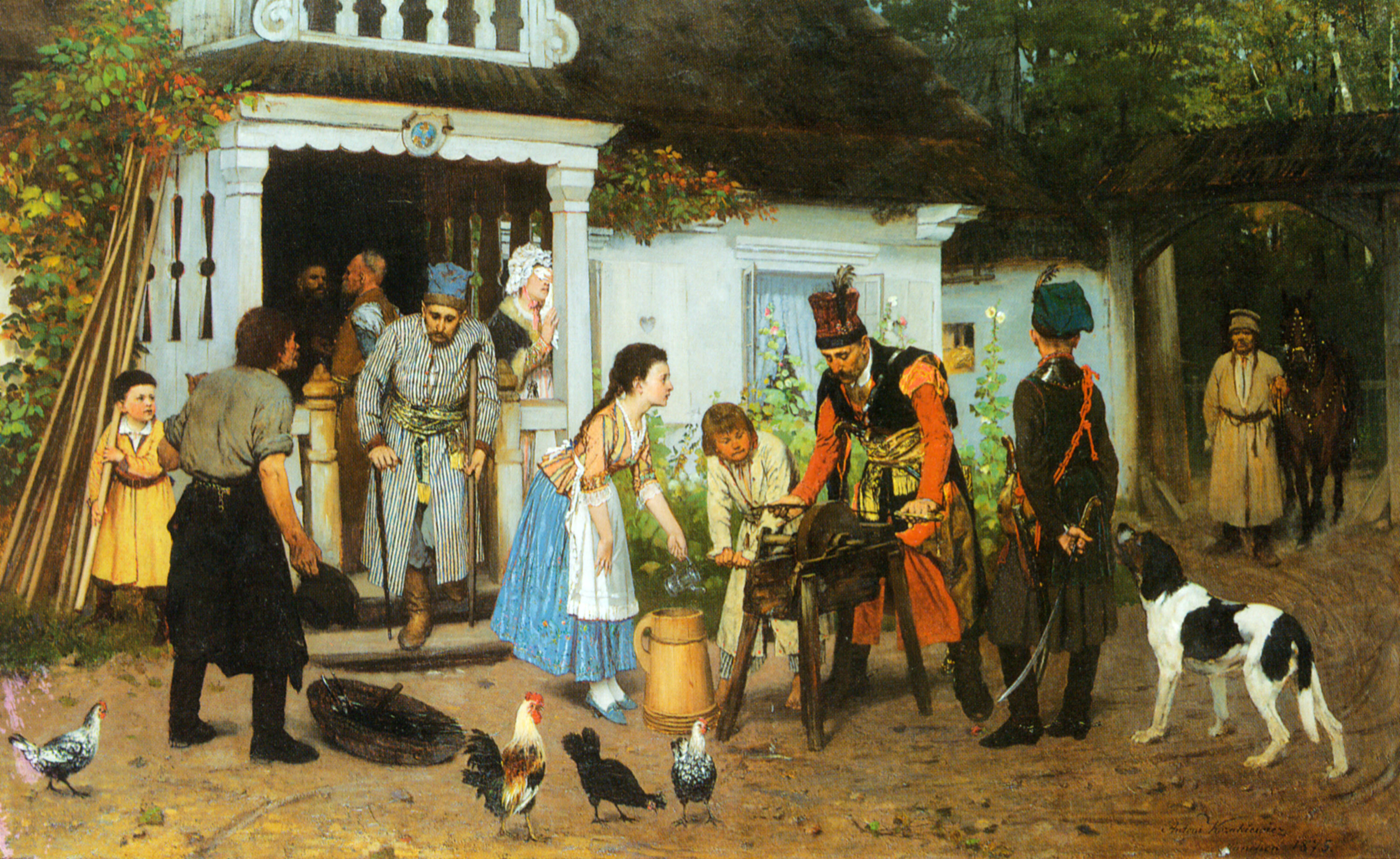
Avant le combat (1875)
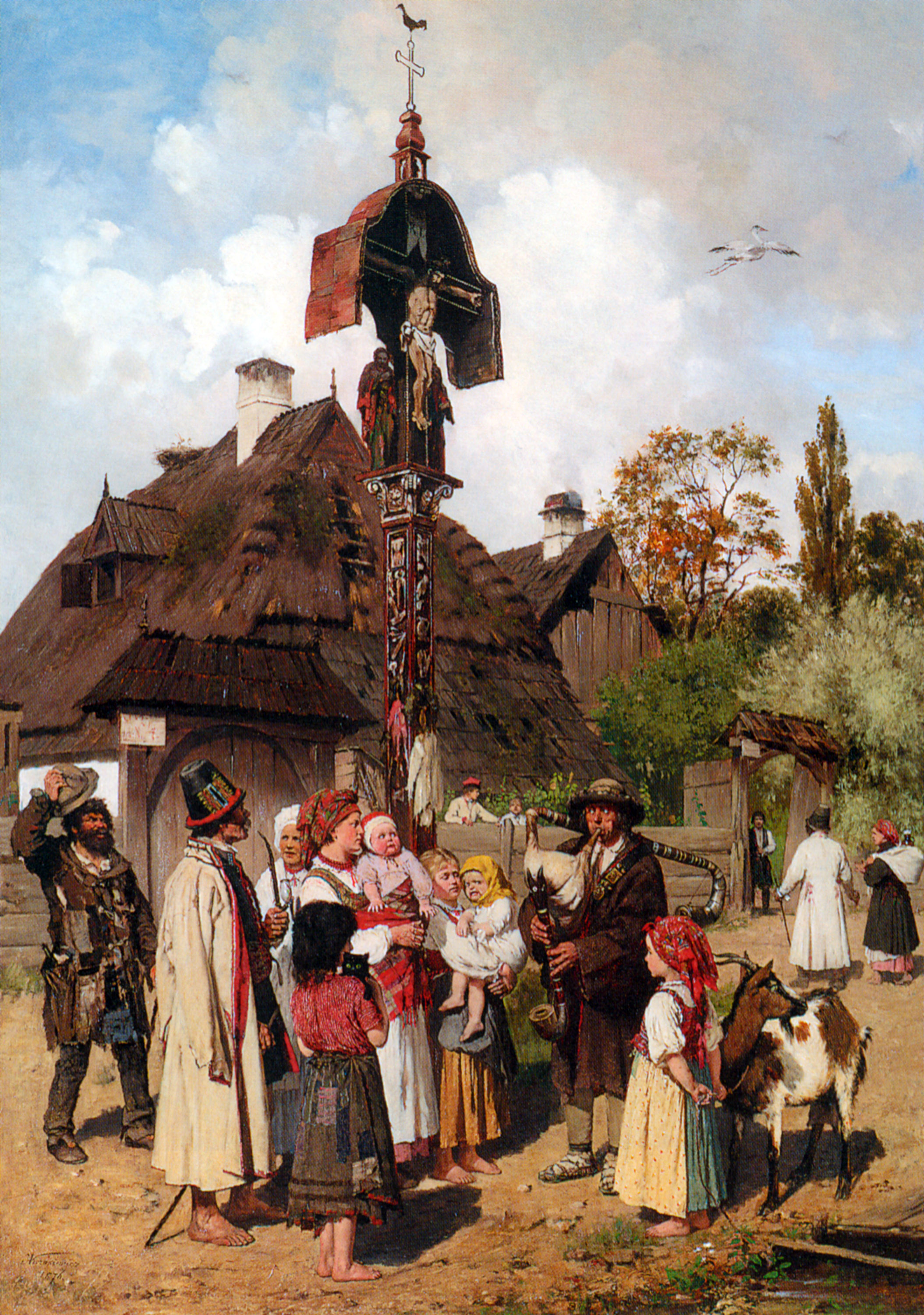
Concert kobzar (1876)
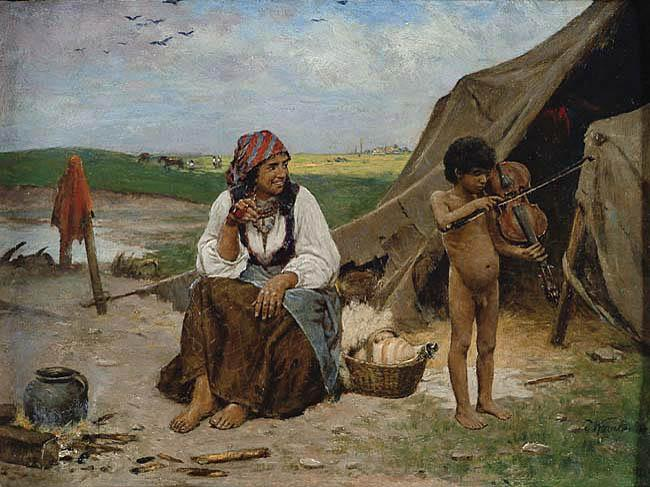
Le Petit Virtuose
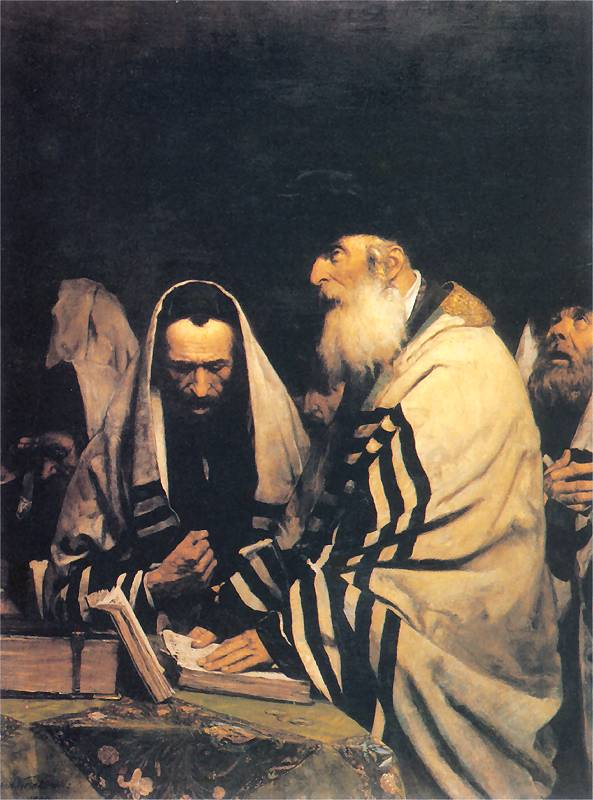
Juifs en prière